# 曾梅芬
曾梅芬，JP（1954年5月5日—），前香港差餉物業估價署署長。
曾梅芬1977年10月加入政府任職二級助理估價員（前職銜）。她於1979年9月獲聘為差餉物業估價測量師（前職銜），1995年8月晉升為首席物業估價測量師，2000年7月晉升為差餉物業估價署助理署長，並於2006年11月晉升為差餉物業估價署副署長。2008年1月至2014年5月出任差餉物業估價署署長。